# Мануи
Мануи (фр. Manui) — небольшой островок в архипелаге Гамбье. Административно входит в состав коммуны Гамбье.

## География

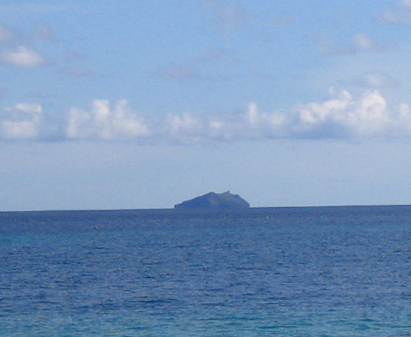
Остров Мануи

Остров Мануи принадлежит островному государству Французская Полинезия. Мануи расположен примерно в 1650 километрах в северо-западном направлении от крупного острова Таити.
Площадь острова составляет всего 0,1 км², его наивысшая точка поднята над уровнем моря на 54 метра. Мануи имеет ярко выраженное вулканическое происхождение, бо́льшая часть его территории покрыта скалистыми образованиями.
По состоянию на 2007 год остров был не заселён, но иногда сюда заплывают рыбаки из соседних атоллов.